# Ossian Söderberg
Per Gustaf Ossian Söderberg, född 6 november 1876 i Ekeberga socken, Kronobergs län, död omkring 1932 i USA, var en svensk-amerikansk glasmålare.
Han var son till glasblåsarmästaren vid Kosta glasbruk Martin Söderbom och Agnes Torstenson. Söderberg var ättling i femte led av glasblåsare vid Kosta och studerade bearbetning av glas i Böhmen och Österrike 1896–1898. Vid återkomsten till Kosta anställdes han som föreståndare för den artistiska avdelningen vid bruket. Omkring 1900 gjorde han en studieresa till Amerika och strax efter återkomsten kom han i konflikt med ledningen för bruket och avslutade sin anställning 1902. Han emigrerade till Amerika där han gifte sig med innehavaren av en tvättinrättning. Som glasmålare specialiserade han sig på reliefornamentik och vapensköldar. 